# Muntura Konica AR
La muntura d'objectiu Konica AR (Auto Reflex), presentada el 1965, està dissenyada pel seu ús amb càmeres reflex de 35mm, com la Konica Auto-Reflex, la primera de la sèrie. El 1984, es va anunciar l'última càmera amb aquesta muntura, la Konica TC-X.
La muntura té un diàmetre de 47mm i una distància focal de brida de 40,5mm.

## Esquema de noms de les càmeres amb muntura AR
| Model            | Any  |
| ---------------- | ---- |
| Auto-Reflex      | 1965 |
| Auto-Reflex P    | 1966 |
| AutoReflex A     | 1968 |
| Autoreflex T     | 1968 |
| Autoreflex T2    | 1970 |
| Autoreflex A2    | 1971 |
| Autoreflex A1000 | 1972 |
| Autoreflex A3    | 1973 |
| Autoreflex T3    | 1973 |
| Autoreflex T3N   | 1975 |
| Autoreflex TC    | 1976 |
| Autoreflex T4    | 1978 |
| FS-1             | 1979 |
| FC-1             | 1980 |
| FP-1 Program     | 1981 |
| FT-1 Motor       | 1983 |
| TC-X             | 1984 |

La primera càmera d'aquest sistema va ser la Konica Auto-Reflex, seguida de l'Autoreflex T, la qual va ser la primera del món amb la mesura d'exposició TTL (amb l'obertura màxima) totalment automàtica.
La gamma més senzilla amb muntura Konica AR, va començar amb la Auto-Reflex P, la qual no incorpora fotòmetre, seguida de tota la sèrie de càmeres amb la lletra A. Aquestes càmeres no incorporen temporitzador automàtic, ni la possibilitat de bloquejar el mirall, ni vista prèvia de la profunditat de camp, ni interruptor d'encesa/apagada i control de bateria.
El 1979, l'empresa va anunciar la primera SLR de la marca amb obturador electrònic i sistema de càrrega automàtic, la FS-1, aquesta també va ser la primera del món amb un motor integrat. Amb aquest model van aparèixer les càmeres de la sèrie de F, les quals comparteixen l'obturador electrònic.
El 1984, Konica va presentar la primera càmera del mercat fabricada amb plàstic i compatible amb el sistema DX.

## Objectius
Aquests tenen focals des de 15mm fins a 1000mm, incloent-hi objectius zoom i macro. Alguns objectius de Konica tenen les següents sigles:
- FL: L'objectiu inclou una o més lents de fluorita les quals minimitzen les aberracions cromàtiques i garanteixen una nitidesa i contrast excel·lents[21]
- Fish Eye: Objectiu ull de peix[22]
- P: L'objectiu inclou dos anells, un per a la preconfiguració del diafragma, i l'altre per a l'ajust normal d'aquest. El primer s'ha de posar a l'obertura desitjada, mentre que el segon s'ha d'obrir completament per enfocar i girar per aturar-se al valor preestablert.[23]
- M: Objectiu amb diafragma manual. L'obertura s'ha de tancar manualment al valor que es desitja abans de l'exposició.[24]
- Macro: Objectiu macro[25]
- Reflex: Objectiu catadióptric
- UC: Objectiu ultra compacte, amb una distància mínima d'enfocament petita i amb recobriment òptic per reduir reflexos indesitjats[22]

Konica va treure al mercat dues sèries d'objectius, l'Hexanon i l'Hexar. Les òptiques Hexanon són de més qualitat que les Hexar, que són més senzilles, amb menys pales de diafragma i normalment més pesades i grans.
Fixos
| Distància focal | Obertura | Any  | Distància mínima d'enfoc | Diametre de filtre |
| --------------- | -------- | ---- | ------------------------ | ------------------ |
| 15mm            | 2.8      | 1975 | 0,15m                    | Integrats          |
| 21mm            | 4.0      | 1965 | 0,20m                    | 77mm               |
| 21mm            | 2.8      | 1979 | 0,20m                    | 55mm               |
| 24mm            | 2.8      | 1973 | 0,25m                    | 55mm               |
| 24mm            | 2.8      | 1980 | 0,25m                    | 55mm               |
| 28mm            | 3.5      | 1965 | 0,30m                    | 58mm               |
| 28mm            | 3.5      | 1965 | 0,30m                    | 55mm               |
| 28mm            | 3.5      | 1978 | 0,30m                    | 55mm               |
| 28mm            | 3.5      | 1975 | 0,30m                    | 55mm               |
| 28mm            | 1.8      | 1975 | 0,18m                    | 55mm               |
| 35mm            | 2.8      | 1965 | 0,30m                    | 55mm               |
| 35mm            | 2.8      | 1980 | 0,30m                    | 55mm               |
| 35mm            | 2.8      | 1965 | 0,30m                    | 55mm               |
| 35mm            | 2.0      | 1970 | 0,30m                    | 55mm               |
| 40mm            | 1.8      | 1978 | 0,45m                    | 55mm               |
| 50mm            | 1.8      | 1981 | 0,55m                    | 55mm               |
| 50mm            | 1.7      | 1973 | 0,45m                    | 55mm               |
| 50mm            | 1.7      | 1976 | 0,55m                    | 55mm               |
| 50mm            | 1.4      | 1973 | 0,45m                    | 55mm               |
| 50mm            | 1.4      | 1978 | 0,45m                    | 55mm               |
| 52mm            | 1.8      | 1965 | 0,45m                    | 55mm               |
| 55mm            | 3.5      | 1969 | 0,25m                    | 55mm               |
| 57mm            | 1.4      | 1965 | 0,45m                    | 55mm               |
| 57mm            | 1.2      | 1967 | 0,45m                    | 62mm               |
| 85mm            | 1.8      | 1965 | 1,00m                    | 58mm               |
| 85mm            | 1.8      | 1967 | 1,00m                    | 55mm               |
| 100mm           | 2.8      | 1966 | 1,00m                    | 55mm               |
| 105mm           | 4.0      | 1973 | -                        | 55mm               |
| 135mm           | 3.5      | 1965 | 1,50m                    | 55mm               |
| 135mm           | 3.5      | 1978 | 1,50m                    | 55mm               |
| 135mm           | 3.5      | 1965 | 1,50m                    | 55mm               |
| 135mm           | 3.5      | 1975 | 1,50m                    | 55mm               |
| 135mm           | 3.2      | 1969 | 1,00m                    | 55mm               |
| 135mm           | 2.5      | 1973 | 1,20m                    | 62mm               |
| 200mm           | 5.6      | 1965 | 2,50m                    | 46mm               |
| 200mm           | 4.0      | 1975 | 2,50m                    | 55mm               |
| 200mm           | 4.0      | 1978 | 2,50m                    | 55mm               |
| 200mm           | 3.5      | 1965 | 2,50m                    | 67mm               |
| 200mm           | 3.5      | 1965 | 2,50m                    | 67mm               |
| 300mm           | 6.3      | 1970 | 4,50m                    | 55mm               |
| 300mm           | 4.5      | 1969 | 4,00m                    | 72mm               |
| 400mm           | 5.6      | 1978 | 4,00m                    | 77mm               |
| 400mm           | 4.5      | 1965 | 8,00m                    | 55mm               |
| 400mm           | 4.5      | 1971 | 8,00m                    | 55mm               |
| 800mm           | 8.0      | 1965 | 20,00m                   | 55mm               |
| 1000mm          | 8.0      | 1966 | 25,00m                   | 55mm               |
| 2000mm          | 8.0      | 1965 | 30,50m                   | 55mm               |

### Zoom
| Distància focal | Obertura  | Any  | Distància mínima d'enfoc | Diametre de filtre |
| --------------- | --------- | ---- | ------------------------ | ------------------ |
| 28-135mm        | 4.0 - 4.6 | 1983 | 0,50m                    | 67mm               |
| 35-70mm         | 4.0       | 1982 | 0,80m                    | 55mm               |
| 35-70mm         | 3.5 - 4.5 | 1986 | 0,80m                    | 55mm               |
| 35-70mm         | 3.5       | 1979 | 0,35m                    | 55mm               |
| 35-100mm        | 2.8       | 1969 | 0,30m                    | 82mm               |
| 45-100mm        | 3.5       | 1976 | 1,50m                    | 55mm               |
| 47-100mm        | 3.5       | 1965 | 2,00m                    | 52mm               |
| 58-400mm        | 4.0       | 1965 | 5,00m                    | 55mm               |
| 65-135mm        | 4.0       | 1970 | 1,50m                    | 55mm               |
| 70-150mm        | 4.0       | 1980 | 0,80m                    | 55mm               |
| 70-230mm        | 4.5       | 1965 | 2,50m                    | 67mm               |
| 80-200mm        | 4.5       | 1986 | 1,10m                    | 55mm               |
| 80-200mm        | 4.0       | 1975 | 0,70m                    | 62mm               |
| 80-200mm        | 4.0       | 1982 | 1,90m                    | 55mm               |
| 80-200mm        | 3.5       | 1966 | 2,00m                    | 67mm               |

### Extensors
Konica va presentar un extensor de distància focal, el 2x. Aquest, multiplica la focal de l'objectiu per 2, perdent dos passos. Aquest s'anomena Konica Hexanon Teleconverter AR 2X.
Per poder realitzar fotografia macro de més proximitat, Konica també tenia en el seu catàleg manxes d'extensió.

## Terceres marques
En el seu moment, les següents marques van fabricar objectius amb muntura Konica AR:
- Admiral
- Asanuma
- Cambron
- Cosina
- Craig optics
- Hanimex
- Hoya
- Kiron
- Ohnar
- Osawa
- Makinon
- Montgomery Ward
- Sears
- Sigma
- Soligor
- Spiratone
- Starblitz
- Panagor
- Promaster
- Quantaray
- Tamron
- Tokina
- Vivitar
- Zeiss
- Zykkor